# 洪湖
29°50′52″N 113°20′26″E / 29.847791°N 113.340454°E
洪湖位于中国湖北省洪湖市和监利市之间，长江中游北岸，东荆河南侧，是中国第七大淡水湖，湖北省第一大湖。东西长23.4千米，南北宽20.8千米，岸线长104.5千米，湖底高程22.5～22.8米，湖面面积348.2平方千米（水位24.4米时），流域面积3314平方千米。2002年10月测得平均水深1.34米，最大水深2.30米。2000年最高水位26.5米，最低水位23.0米。1969年长江决堤时最高水位27.46米。洪湖绝大部分面积为洪湖市管辖，只有少量面积为监利市拥有。
洪湖形成于约2500年前，是古云梦泽的残迹。
2000年被列为湖北省首家湿地类型的省级自然保护区。洪湖湿地已被列入中国湿地保护行动计划和中国重要湿地名录。